# مظاهرة مناهضة للحرب 27 يناير 2007

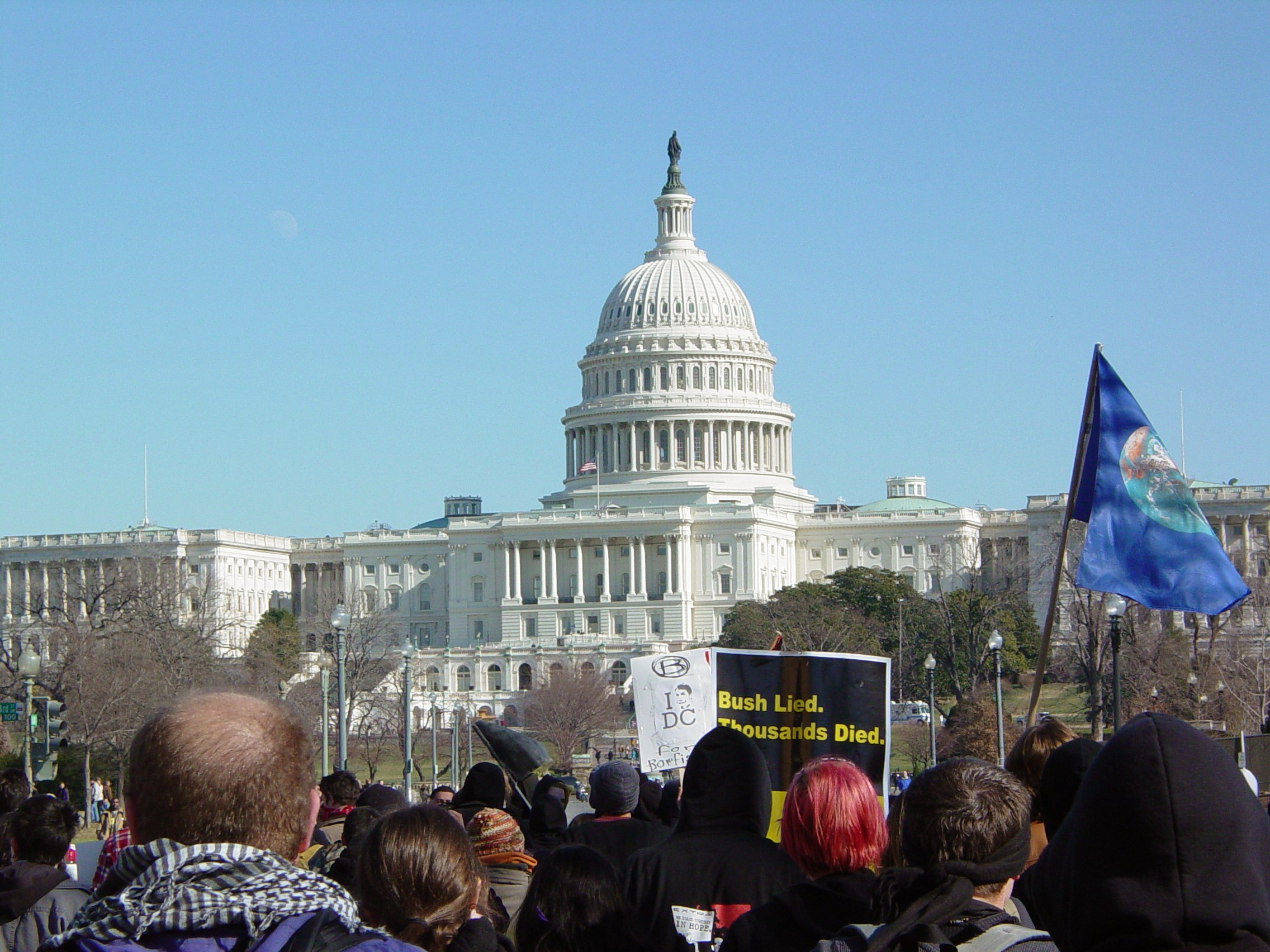
مظاهرة في واشنطن العاصمة، نظمتها متحدون من أجل السلام والعدالة

كان الاحتجاج المناهض للحرب في 27 يناير 2007 عبارة عن مسيرة مناهضة للحرب برعاية متحدون من أجل السلام والعدالة في واشنطن العاصمة. وتألف الحدث الرسمي من مسيرة ومسيرة في مبنى الكابيتول بالولايات المتحدة .
وأعلن في المظاهرة أن التصوير الجوي قدّر أن ما لا يقل عن 500 ألف حضر. وذكرت وكالة أسوشيتيد برس أن المسيرة اجتذبت "عشرات الآلاف". 

## مسيرة تغذية طلاب من أجل مجتمع ديمقراطي

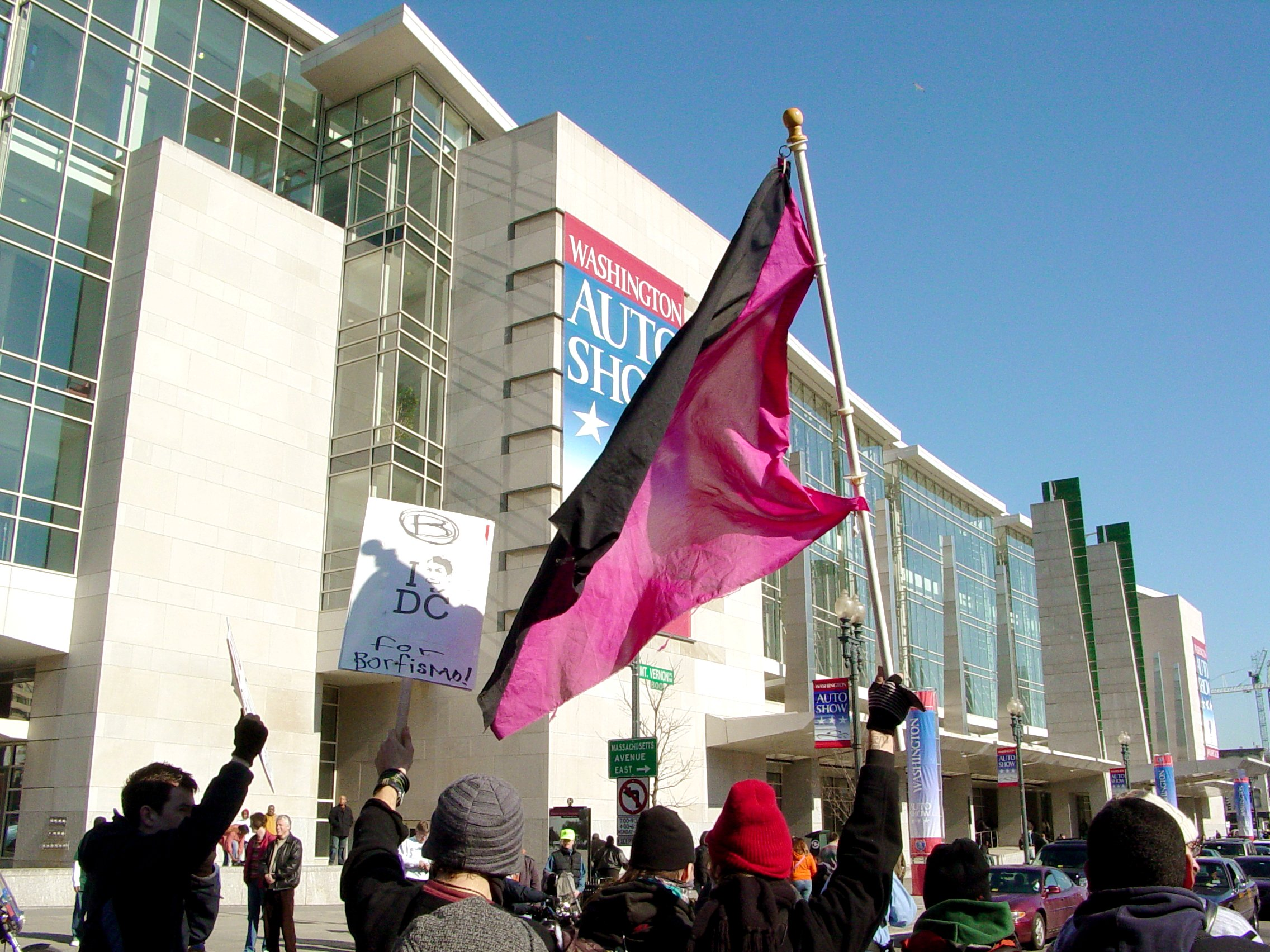
توجه المشاركون الأناركيون في مسيرة الشباب الراديكالية المغذية نحو التجمع الرئيسي

كتلة سوداء، نظمها طلاب من أجل مجتمع ديمقراطي ، وتم الإعلان عنها على أنها "كتلة شبابية راديكالية" على موقع إندي ميديا،  اجتمعت في دائرة دوبونت لبدء مسيرة مغذية إلى موقع التجمع الرئيسي في ناشونال مول. اتبعت المسيرة من دوبونت سيركل إلى المركز التجاري تقريبًا مسار ماساتشوستس أفينيو شمال غرب إلى تقاطعها مع شارع 7 شمال غرب بالقرب من مركز مؤتمرات واشنطن . ثم اتبعت المسيرة الشارع السابع عبر الحي الصيني وحي بن كوارتر قبل أن تصل إلى المركز التجاري. استمرت مسيرة المغذيات متجاوزة الجزء الخلفي من التجمع الرئيسي في الشارع السابع، وفي ماريلاند أفينيو جنوب غرب، قبل أن تتوقف لفترة وجيزة في الشارع الثالث ، عند خط وسط المركز التجاري تقريبًا. 

### الاندفاع إلى مبنى الكابيتول
أوقفت شرطة الكابيتول مسيرة مغذي طلاب من أجل مجتمع ديمقراطي بالقرب من زاوية 3 وماريلاند. مع تحول المسيرة إلى الشمال، منعت الشرطة المتظاهرين الذين ساروا إلى حديقة الكابيتول. وصعد متظاهرون آخرون، من المسيرة والمول، دعمًا. عادت شرطة الكابيتول إلى مبنى الكابيتول. ترك بعض المشاركين في هذه المجموعة رسومات على الجدران في مبنى الكابيتول. 

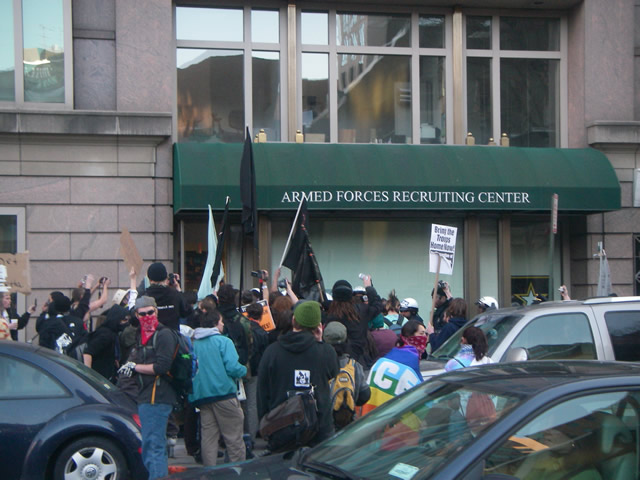
مسيرة إلى مركز تجنيد القوات المسلحة

### مسيرة إلى مركز التوظيف
في وقت متأخر من بعد الظهر ، سار حوالي 30 متظاهرا إلى مركز تجنيد القوات المسلحة في الشارع الرابع عشر. حُطمت نافذة مركز التجنيد  وتفرق المتظاهرون بعد ذلك بقليل.
كما تم تحطيم نافذة شاحنة فوكس نيوز. 

## احتجاجات مضادة
ونظمت فري ريبابليك احتجاجًا مضادًا في المنطقة المجاورة ، واجتذب حوالي ثلاثين شخصًا. ادعى منظمو الاحتجاج المضاد أن الجهود المناهضة للحرب أضرت بحرب الولايات المتحدة على الإرهاب. 

## أنظر أيضا
- احتجاجات ضد حرب العراق
- قائمة مسيرات الاحتجاج في واشنطن العاصمة